# Abdelhamid Hénia
Pour les articles homonymes, voir Henia.
Abdelhamid Hénia (arabe : عبد الحميد هنية) est un historien et universitaire tunisien spécialiste de l'époque moderne.  

## Biographie
Professeur émérite à la faculté des sciences humaines et sociales de Tunis, chercheur détaché à l'Institut de recherche sur le Maghreb contemporain entre 1995 et 1999, directeur de son laboratoire de recherche DIRASET-Études maghrébines entre 1998 et 2012 et président de son département des sciences humaines et sociales entre 2013 et 2015, il est membre de l'Académie tunisienne des sciences, des lettres et des arts.
Professeur invité dans plusieurs universités arabes et européennes, notamment en France, en Italie, au Maroc, en Algérie et en Mauritanie, il est chercheur au Doha Institute for Graduate Studies (en) et membre des comités scientifiques de revues comme Hesperis Tamuda, Insaniyyat, Les Cahiers de Tunisie et la Revue des mondes musulmans et de la Méditerranée. 
Ses travaux traitent l'émergence de l’État moderne en Tunisie, le phénomène de l'individualité dans la société tunisienne du XVIIIe siècle et du XIXe siècle et la construction d'un savoir historique moderne au Maghreb.

## Principales publications
- Le Jérid : ses rapports avec le beylik de Tunis (1676-1840), Tunis, Université de Tunis, 1980, 442 p. (OCLC 464368697)[5].
- Propriété et stratégies sociales à Tunis à l'époque moderne (XVIe – XIXe siècles), Tunis, Faculté des sciences humaines et sociales de Tunis, 2000, 496 p. (ISBN 978-9973922496).
- Les fondations pieuses (waqf) en Méditerranée : enjeux de société, enjeux de pouvoir, Koweït, Fondation publique des awqaf du Koweït, 2004, 437 p. (ISBN 978-9990636406).
- Être notable au Maghreb : dynamique des configurations notabiliaires, Paris, Maisonneuve et Larose, 2006, 361 p. (ISBN 978-2706818028).
- Itinéraire d'un historien et d'une historiographie : mélanges de Diraset offerts à Mohamed Hédi Chérif, Tunis, Centre de publication universitaire, 2008, 179 p. (ISBN 978-9973374455).
- Individu et pouvoir dans les pays euro-méditerranéens, Paris, Maisonneuve et Larose, 2009, 283 p. (ISBN 978-2706820052), avec Mohamed Hédi Chérif.
- Compromis historique et citoyenneté politique, Tunis, Arabesques, 2014, 224 p. (ISBN 978-9938071405), avec Abdelkader Zghal et Fatma Ben Slimane.
- (ar) تونس العثمانية : بناء الدولة والمجال : من القرن السادس عشر إلى منتصف القرن التاسع عشر [« La Tunisie ottomane : construction de l’État et du territoire (XVIe – XIXe siècles) »], Tunis, L’Or du Temps,‎ 2015, 249 p. (ISBN 978-9973440457)[6].
- Le frère, le sujet et le citoyen : dynamique du statut politique de l'individu en Tunisie, Tunis, L’Or du Temps, 2015, 199 p. (ISBN 978-9973440464)[7].